# Сунляо
Сунляо (от имената на реките Сунгари и Ляохъ) (Манджурска лавнина, Дунбейпинъюан) (на китайски: 东北平原; на пинин: Dōngběi Píngyuán)  e обширна и плоска равнина в Североизточен Китай, в провинции Хъйлундзян, Ляонин и Дзилин и автономен регион Вътрешна Монголия. На запад е ограничена от планините Жъхъ и Голям Хинган, на север – от планината Малък Хинган, на изток – от Манджуро-Корейските планини, а на юг от Ляодунския залив на Жълто море. В тези си граници заема площ около 300 000 km². Южната ѝ част носи названието Ляохъска равнина. Преобладаващата надморска височина е 200 – 300 m, а на юг – под 100 m. Изградена е предимно от алувиални и езерни наслаги, а близо до бреговете на Жълто море – от морски седименти. В района на вододела на реките Сунгари и Ляохъ има хълмове, изградени от гранити, гнайси, базалти, препокрити с льосови наслаги. На запад и югозапад се срещат еолови форми на релефа (дюни, бархани и др.). Климатът е умерен, мусонен, със студена зима и дъждовно лято. Средната януарска температура на север е от -20 до -22°С, на юг – до -8°С, средна юлска температура – 20 – 25°С. Годишна сума на валежите – 400 – 700 mm. Растителната покривка е представена от степи, развити върху кафяви почви, на запад има места със солончаци и подвижни пясъци, а на север – участъци с вечно замръзнала почва. Северните и източните периферии на равнината са заети от лесостепи с гори от трепетлика, бряст, дъб, бреза. На юг и изток Сунляо е гъсто населена и земеделски усвоена, като се отглежда гаолян, чумиз, царевица, а на юг – ориз. На запад преобладават пасищата. Най-големите градове са Харбин, Шънян, Аншан, Фушун, Чанчун.